# NGC 7792
NGC 7792 este o galaxie situată în constelația Pegas. A fost descoperită în 20 septembrie 1873 de către Édouard Stephan⁠(d).